# シアトル日本語補習学校
シアトル日本語補習学校とは、シアトル大都市圏内のベルビューにある日本語の補習授業校である。

## 歴史
1971年設立。創立者は企業の関係者だった。
1986年に現在のベルビューの場所に校舎を移転。これは、通っていた生徒のほとんどがキング郡のイーストサイドに在住していたからであった。

## 生徒数
2024年度には園児、児童、生徒合わせて505人が在籍しており、教職員の数は55人である。